# 11437 Кардальда
11437 Кардальда (11437 Cardalda) — астероїд головного поясу, відкритий 16 вересня 1971 року.
Тіссеранів параметр щодо Юпітера — 3,891.